# Duca di Talleyrand
Il titolo di Duca di Talleyrand è stato un titolo nobiliare francese che venne concesso da Luigi XVIII di Francia a Charles Maurice de Talleyrand-Périgord, noto diplomatico e statista francese, discendente dell'omonima casata, nel 1814. Dopo la morte di Charles Maurice, il titolo è stato consegnato a Alexander Edmond de Talleyrand-Périgord.
Il titolo si estinse nel 1968 quando morì l'ultimo duca, Hélie de Talleyrand-Périgord.

## Storia
Charles Maurice de Talleyrand-Périgord fu un celebre statista francese vissuto tra la fine del XVIII e l'inizio del XIX secolo. In qualità di Ministro degli Affari Esteri e Gran Ciambellano sotto Napoleone I, ricevette il titolo di Principe di Benevento nel 1806.
Al momento della sconfitta di Napoleone nel 1814, Talleyrand favorì la restaurazione di Luigi XVIII e l'istituzione di una monarchia costituzionale. In qualità di ministro degli Esteri, negoziò i termini del Trattato di Parigi. Come compenso per il suo lavoro, ottenne dal Re il titolo di Principe di Talleyrand e un seggio nella Camera dei Pari.
Nel 1815 il titolo divenne ereditario, infatti nel 1817 ne fu investito il nipote Edmond de Talleyrand-Périgord.

## Duchi di Talleyrand (1814-1968)
1. 1814-1838: Charles-Maurice de Talleyrand-Périgord (1754-1838), fu Principe Duca di Talleyrand. Suo fratello minore Archambaud de Talleyrand-Périgord (1762-1838) ottenne il titolo di cortesia di Duca di Talleyrand mentre Charles-Maurice era in vita.
2. 1838-1872: Alexander Edmond de Talleyrand-Périgord (1787-1872), nipote del precedente e figlio di Archambaud de Talleyrand. Fu noto anche come Duca di Dino.
3. 1872-1898: Napoléon Louis de Talleyrand-Périgord (1811-1898), figlio del precedente. Inizialmente era conosciuto come Duca di Valençay.
4. 1898-1910: Charles William Frederick Boson de Talleyrand-Périgord (1832-1910), figlio del precedente. Fu noto anche come Duca di Sagan.
5. 1910-1937: Marie Pierre Louis Hélie de Talleyrand-Périgord (1859-1937), figlio del precedente. Fu noto anche come Principe di Sagan.
6. 1937-1952: Paul Louis Marie Archambault Boson de Talleyrand-Périgord (1867-1952), fratello del precedente. Fu noto anche come Duca di Valençay.
7. 1952-1968: Hélie de Talleyrand-Périgord (1882-1968), cugino del precedente. Precedentemente noto come Marchese di Talleyrand. Alla sua morte, avvenuta senza figli, il titolo si estinse.